# Élections sénatoriales de 2023 dans le Puy-de-Dôme
Les élections sénatoriales dans le Puy-de-Dôme ont lieu le dimanche 24 septembre 2023. Elles ont pour but d'élire les sénateurs représentant le département au Sénat pour un mandat de six années.

## Contexte départemental
Lors des élections sénatoriales de 2017 dans le Puy-de-Dôme, trois sénateurs ont été élus selon un mode de scrutin proportionnel : un LR, Jean-Marc Boyer, un PS, Jacques-Bernard Magner et un RE, Éric Gold.
Depuis, tous les effectifs du collège électoral des grands électeurs ont été renouvelés, avec les élections législatives de 2022, les élections régionales de 2021, les élections départementales de 2021 et les élections municipales de 2020.
Marion Canales, 3ème adjointe au maire de Clermont-Ferrand, Olivier Bianchi, fait le choix de l’union avec le Parti communiste français en intégrant sur sa liste le maire de Saint-Gervais-sous-Meymont, Eric Dubourgnoux.
Le 4 juin 2023, Flavien Neuvy, maire UDI de Cébazat, annonce sa candidature et sa volonté de siéger dans le Groupe Union centriste (Sénat) en cas d'élection.
Le lendemain, c'est au tour du sénateur sortant, Éric Gold, de déclarer sa candidature dans La Montagne (journal), en tant que centre-gauche: il intègre une élue PRG et un élu DVG à sa liste.
Début juillet, un accord national entre le PS, le Parti communiste français et Europe Écologie Les Verts entérine l’union de la gauche dite de gouvernement, notamment dans le Puy-de-Dôme: l’accord permet l’intégration de Fatima Parret en 3eme position sur la liste de Marion Canales.

## Sénateurs sortants
| Sénateur | Sénateur               | Parti | Fonctions lors de l'élection en 2017                  |
| -------- | ---------------------- | ----- | ----------------------------------------------------- |
|          | Jacques-Bernard Magner | PS    | Sénateur sortant, maire de Charbonnières-les-Vieilles |
|          | Éric Gold              |       | Conseiller départemental du canton de Maringues       |
|          | Jean-Marc Boyer        | LR    | Conseiller départemental, maire de Laqueuille         |

## Présentation des listes et des candidats
Les nouveaux représentants sont élus pour une législature de 6 ans au suffrage universel indirect par les 1 834 grands électeurs du département. Dans le Puy-de-Dôme, les sénateurs sont élus au scrutin proportionnel plurinominal. Leur nombre reste inchangé, trois sénateurs sont à élire et cinq candidats doivent être présentés sur la liste pour qu'elle soit validée. Chaque liste de candidats est obligatoirement paritaire et alterne entre les hommes et les femmes. Elles sont présentées ici dans l'ordre de leur dépôt à la préfecture et comportent l'intitulé figurant aux dossiers de candidature.

### Liste Rassemblement national conduite par Louis Clément
| N° | Candidats | Candidats        | Parti | Nuance | Principales fonctions |
| -- | --------- | ---------------- | ----- | ------ | --------------------- |
| 01 |           | Louis Clément    | RN    | RN     |                       |
| 02 |           | Isabelle Dupré   | RN    | RN     |                       |
| 03 |           | Anthony Limet    | RN    | RN     |                       |
|    |           |                  |       |        |                       |
| 04 |           | Stéphanie Havil  | RN    | RN     |                       |
| 05 |           | François Timmins | RN    | RN     |                       |

### Liste Union de la droite conduite par Jean-Marc Boyer
| N° | Candidats | Candidats            | Parti | Nuance | Principales fonctions                                        |
| -- | --------- | -------------------- | ----- | ------ | ------------------------------------------------------------ |
| 01 |           | Jean-Marc Boyer      | LR    | LR     | Sénateur sortant, conseiller départemental                   |
| 02 |           | Éléonore Szczepaniak |       | DVC    | Conseillère départementale, conseillère municipale d'Aubière |
| 03 |           | Brice Hortefeux      | LR    | LR     | Député européen, conseiller régional                         |
|    |           |                      |       |        |                                                              |
| 04 |           | Valérie Prunet       | LR    | LR     | Conseillère départementale, conseillère municipale d'Arlanc  |
| 05 |           | Jérôme Gaumet        | LR    | LR     | Conseiller départemental, maire de Pionsat                   |

### Liste Divers conduite par Gilles Sabatier
| N° | Candidats | Candidats              | Parti | Nuance | Principales fonctions          |
| -- | --------- | ---------------------- | ----- | ------ | ------------------------------ |
| 01 |           | Gilles Sabatier        |       | DVD    | Maire du Breuil-sur-Couze      |
| 02 |           | Marie-Laure Massardier |       | DVG    | Maire de Vichel                |
| 03 |           | Christian Guénolé      |       | DVD    | Maire de Baffie                |
|    |           |                        |       |        |                                |
| 04 |           | Anne-Marie Tréhin      |       | DVG    | Maire de Valz-sous-Châteauneuf |
| 05 |           | Patrick Kindt          |       | DVG    | Maire de Chidrac               |

### Liste Divers centre conduite par Flavien Neuvy
| N° | Candidats | Candidats        | Parti | Nuance | Principales fonctions                               |
| -- | --------- | ---------------- | ----- | ------ | --------------------------------------------------- |
| 01 |           | Flavien Neuvy    | UDI   | UDI    | Conseiller départemental, maire de Cébazat          |
| 02 |           | Pascale Brun     | LR    | DVC    | Conseillère départementale, maire d'Augnat          |
| 03 |           | Dominique Guélon |       | DVC    | Maire d'Orcet                                       |
|    |           |                  |       |        |                                                     |
| 04 |           | Audrey Manuby    |       | DVC    | Conseillère départementale, maire de Savennes       |
| 05 |           | Luc Deltour      |       | DVC    | Premier adjoint au maire de Saint-Martin-des-Plains |

### Liste Divers gauche conduite par Éric Gold
| N° | Candidats | Candidats         | Parti | Nuance | Principales fonctions                      |
| -- | --------- | ----------------- | ----- | ------ | ------------------------------------------ |
| 01 |           | Éric Gold         |       | DVG    | Sénateur sortant, conseiller départemental |
| 02 |           | Florence Lhermet  | PRG   | RDG    | Adjointe au maire de Saint-Amant-Tallende  |
| 03 |           | Serge Pichot      |       | DVG    | Conseiller départemental, maire de Gerzat  |
|    |           |                   |       |        |                                            |
| 04 |           | Rachel Bournier   |       | DVG    |                                            |
| 05 |           | Sébastien Guillot |       | DVG    |                                            |

### Liste Union de la gauche conduite par Marion Canales
| N° | Candidats | Candidats        | Parti | Nuance | Principales fonctions                                         |
| -- | --------- | ---------------- | ----- | ------ | ------------------------------------------------------------- |
| 01 |           | Marion Canalès   | PS    | SOC    | Adjointe au maire de Clermont-Ferrand                         |
| 02 |           | Éric Dubourgnoux | PCF   | COM    | Conseiller départemental, maire de Saint-Gervais-sous-Meymont |
| 03 |           | Fatima Parret    | EÉLV  | VEC    | Conseillère régionale                                         |
|    |           |                  |       |        |                                                               |
| 04 |           | Gérard Dubois    |       | DVG    | Maire de Pessat-Villeneuve                                    |
| 05 |           | Cécile Gilbertas |       | DVG    | Maire de Saint-Maurice                                        |

### Liste France insoumise conduite par Alparslan Coskun
| N° | Candidats | Candidats          | Parti | Nuance | Principales fonctions |
| -- | --------- | ------------------ | ----- | ------ | --------------------- |
| 01 |           | Alparslan Coskun   | LFI   | FI     |                       |
| 02 |           | Clémentine Raineau | LFI   | FI     |                       |
| 03 |           | Michel Bages       | LFI   | FI     |                       |
|    |           |                    |       |        |                       |
| 04 |           | Valérie Goléo      | LFI   | FI     |                       |
| 05 |           | François Ulrich    | LFI   | FI     |                       |

## Résultats
| Tête de liste                                                | Tête de liste            | Liste                    | Voix  | %     | Sièges | +/-           |
| ------------------------------------------------------------ | ------------------------ | ------------------------ | ----- | ----- | ------ | ------------- |
|                                                              | Marion Canalès           | PS - PCF - EÉLV          | 604   | 33,80 | 1      |               |
| Une liste d'alliance des territoires et des forces de gauche |                          |                          | 604   | 33,80 | 1      |               |
|                                                              | Éric Gold                | PRG                      | 433   | 24,23 | 1      | en stagnation |
| Au service de tous les territoires                           |                          |                          | 433   | 24,23 | 1      | en stagnation |
|                                                              | Jean-Marc Boyer          | LR                       | 431   | 24,12 | 1      | en stagnation |
| Liste de la majorité sénatoriale de la droite et du centre   |                          |                          | 431   | 24,12 | 1      | en stagnation |
|                                                              | Flavien Neuvy            | UDI - LR                 | 159   | 8,90  | 0      | en stagnation |
| Union du Centre et des Indépendants                          |                          |                          | 159   | 8,90  | 0      | en stagnation |
|                                                              | Gilles Sabatier          | DVD                      | 54    | 3,02  | 0      | en stagnation |
| Fiers d’être ruraux                                          |                          |                          | 54    | 3,02  | 0      | en stagnation |
|                                                              | Louis Clément            | RN                       | 53    | 2,97  | 0      | en stagnation |
| Au service des communes pour défendre le Puy-de-Dôme         |                          |                          | 53    | 2,97  | 0      | en stagnation |
|                                                              | Alparslan Coskun         | LFI                      | 53    | 2,97  | 0      | en stagnation |
| Puy-de-Dôme Union populaire écologique et sociale            |                          |                          | 53    | 2,97  | 0      | en stagnation |
|                                                              |                          |                          |       |       |        |               |
| Suffrages exprimés                                           | Suffrages exprimés       | Suffrages exprimés       | 1787  | 98,84 |        |               |
| Votes invalides                                              | Votes invalides          | Votes invalides          | 10    | 0,55  |        |               |
| Votes blancs                                                 | Votes blancs             | Votes blancs             | 11    | 0,61  |        |               |
| Total                                                        | Total                    | Total                    | 1808  | 100   | 3      | en stagnation |
| Abstentions                                                  | Abstentions              | Abstentions              | 23    | 1,26  |        |               |
| Inscrits / participation                                     | Inscrits / participation | Inscrits / participation | 1 834 | 98,74 |        |               |